# Alecu Constantinescu
Alexandru "Alecu" Constantinescu (n. 10 martie 1872, București, România – d. 28 martie 1949, București, România) a fost un sindicalist, jurnalist și militant pacifist român, unul dintre principalii militanți pentru transformarea mișcării socialiste din România într-una comunistă.

## Biografie

### Începuturi
Alexandru s-a născut în București, fiind fiul croitorului Ion Constantinescu. Din cauza situației financiare precare, a fost nevoit să abandoneze liceul pentru a se angaja în magazine. În această perioadă a intrat în contact cu scrierile socialiste ale lui Constantin Dobrogeanu-Gherea, Anton Bacalbașa și Constantin Mille. A fost fondatorul unuia dintre primele sindicate din România, iar ulterior s-a înscris în Partidul Social-Democrat al Muncitorilor din România. Ulterior, a ieșit din partid din cauza unor conflicte ideologice.

### Socialism
Constantinescu a colaborat cu foști colegi de partid din PSDMR, cum ar fi I. C. Frimu, Ștefan Gheorghiu sau Mihail Gheorghiu Bujor. Colaborarea a continuat și după anul 1902, când acesta s-a stabilit la Paris. S-a întors în țară în anul 1904, iar ulterior a ajuns unul dintre liderii ziarului socialist România Muncitoare. A fost unul dintre fondatorii PSDR-ului.

### Primul Război Mondial
Similar cu alți membri PSDR, Constantinescu s-a opus intrării României în Primul Război Mondial. În timpul ocupației Bucureștiului de către Puterile Centrale, acesta nu s-a refugiat la Iași, ci a rămas în capitală, pentru a face mai puternică mișcarea socialistă locală. În 1917 a plecat în Rusia sovietică, întorcându-se în România în 1918.

### Perioada interbelică
A fost unul dintre organizatorii grevei tipografilor din 1918, care cerea, printre altele, abolirea monarhiei. A fost condamnat la moarte in absentia de o curte marțială, fiind nevoit ulterior să se ascundă. În această perioadă a militat pentru transformarea Partidului Socialist din România într-un partid comunist. A fost arestat în vara lui 1920 și închis la Jilava. În urma unei recompense de 20,000 de lei, Constantinescu a fost eliberat și s-a stabilit în Uniunea Sovietică. Aici a fost profesor la Universitatea Comunistă pentru Minoritățile Naționale din Partea de Vest a Țării „Julian Marchlewski” din Moscova, predând limba română și limba franceză. A fost de asemenea reprezentant al delegației românești la Comintern. În anul 1921 a fost condamnat din nou la moarte în România (in absentia), în  Procesul Dealul Spirii. În 1923, a emigrat din URSS, stabilindu-se în Franța. Aici a făcut parte din Asociația Comuniștilor Români din Franța. În 1935 s-a întors în URSS, iar în 1937 în România. A fost arestat din cauza condamnărilor, dar ulterior s-a hotărât că faptele sale s-au prescris, fiind eliberat pe data de 6 februarie, 1938.

### Al Doilea Război Mondialși decesul
În timpul dictaturii antonesciene, Constantinescu a fost închis în lagărele din Miercurea Ciuc, Caracal și Târgu Jiu. După lovitura de stat de la 23 august 1944 fost eliberat. În 1948 a făcut parte din delegația ce a hotărât unirea PCR-ului cu celelalte partide socialiste și social-democrate din România, formând astfel Partidul Muncitoresc Român. A decedat în București, în anul 1949.